# ISO 3166-2:ZA
ISO 3166-2:ZA is een ISO-standaard met betrekking tot de zogenaamde geocodes. Het is een subset van de ISO 3166-2 tabel, die specifiek betrekking heeft op Zuid-Afrika. 
De gegevens werden op 28 november 2007 door het ISO 3166 Maintenance Agency aangepast bij middel van een nieuwsbrief. Hier worden 9 provincies -  profense () / province (en) / province (fr) / provinsie (af) / iProvinsi (nr) / fundzeni (ss) / provense (st) / porofense (tn) / fundzankulu (ts) / vundu (ve) / phondo (xh) / fundazwe (zu) – gedefinieerd.
Volgens de eerste set, ISO 3166-1, staat ZA voor Zuid-Afrika, het tweede gedeelte is een tweeletterige code.

## Codes
| Code  | Engels        | Afrikaans     | Ndebele (nr)            | -               | Zuid-Sotho (st)        | Swati (ss)     | Tsonga (ts)            | Tswana (tn)              | Venda (ve)       | Xhosa (xh)     | Zulu (zu)                               |
| ----- | ------------- | ------------- | ----------------------- | --------------- | ---------------------- | -------------- | ---------------------- | ------------------------ | ---------------- | -------------- | --------------------------------------- |
| ZA-GT | Gauteng       | Gauteng       | iGauteng                | Gauteng         | Kgauteng               | Gauteng        | Gauteng                | Gauteng                  | Gauteng          | Rhawuti        | Gauteng                                 |
| ZA-NL | KwaZulu-Natal | KwaZulu-Natal | iKwaZulu-Natal          | GaZulu-Natala   | Hazolo-Natala          | KwaZulu-Natali | Kwazulu-Natal          | KwaZulu-Natal            | HaZulu-Natal     | KwaZulu-Natala | KwaZulu-Natali                          |
| ZA-LP | Limpopo       | Limpopo       | Limpopo                 | Limpopo         | Limpopo                | Limpopo        | Limpopo                | Limpopo                  | Vhembe           | Limpopo        | Limpopo                                 |
| ZA-MP | Mpumalanga    | Mpumalanga    | iMpumalanga             | Mpumalanga      | Mpumalanga             | Mpumalanga     | Mpumalanga             | Mpumalanga               | Mpumalanga       | Mpumalanga     | Mpumalanga                              |
| ZA-NC | Northern Cape | Noord-Kaap    | iTlhagwini-Kapa         | Kapa Leboya     | Kapa Leboya            |                | Kapa-N’walungu         | Kapa Bokone / Kapa Leboa | Kapa Devhula     | Mntla-Koloni   | Nyakatho-Kapa / Nyakatho-Koloni         |
| ZA-NW | North-West    | Noordwes      | iTlhagwini-Tjhingalanga | Lebowa Bodikela | Leboya (le)Bophirima   |                | N’walungu-Vupeladyambu | Bokone Bophirima         |                  | Mntla-Ntshona  | Nyakatho-Ntshonalanga                   |
| ZA-EC | Eastern Cape  | Oos-Kaap      | iPumalanga-Kapa         | Kapa Bohlabela  | Kapa Botjhabela        |                | Kapa-Vuxa              | Kapa Botlhaba            | Kapa Vhubvaḓuvha | Mpuma-Koloni   | Mpumalanga-Kapa / Mpumalanga-Koloni     |
| ZA-FS | Free State    | Vrystaat      | iFreyistata             | Freistata       | Freistata /Foreisetata |                | Free State             | Foreisetata              | Fureisitata      | Freyistata     | Fuleyisitata / Freyisitata              |
| ZA-WC | Western Cape  | Wes-Kaap      | iTjhingalanga-Kapa      | Kapa Bodikela   | Kapa Bophirimela       |                | Kapa-Vupeladyambu      | Kapa Bophirima           | Kapa Vhukovhela  | Ntshona-Koloni | Ntshonalanga-Kapa / Ntshonalanga-Koloni |